# ガッルーラ・サルデーニャ語

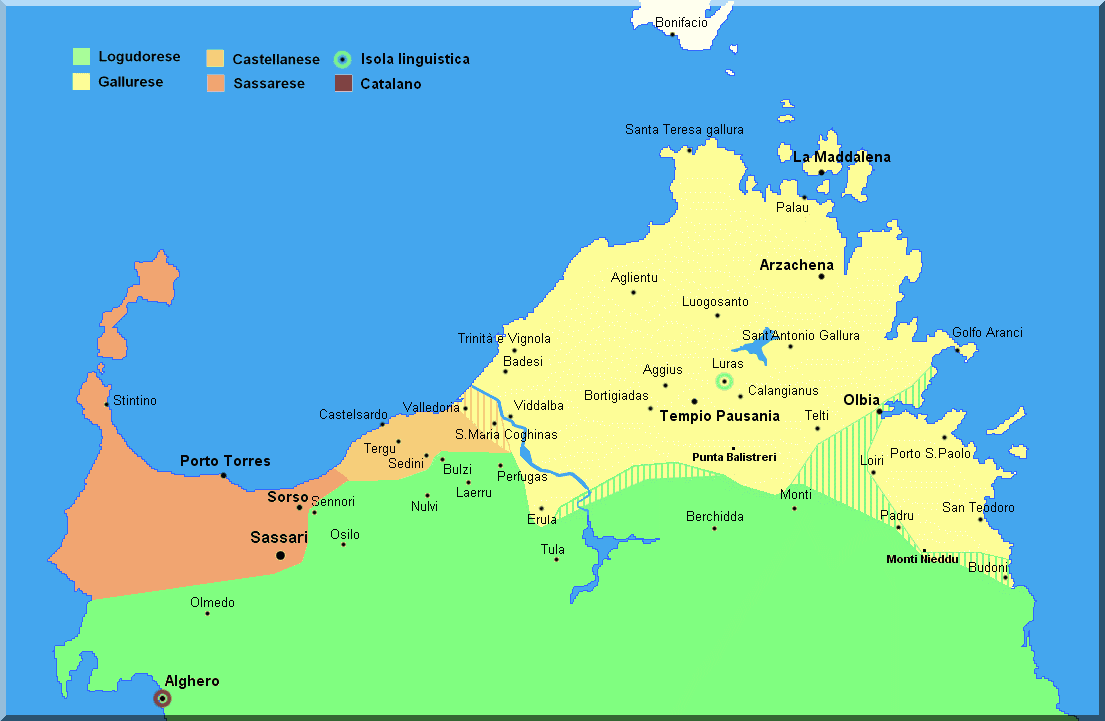
サルデーニャ島北部の言語分布（黄色がガッルーラ・サルデーニャ語）

ガッルーラ・サルデーニャ語（Gadduresu）は、インド・ヨーロッパ語族イタロ・西ロマンス語に属す言語である。ガッルーラ語とも呼ばれる。主にサルデーニャ北東部の歴史的にガッルーラと呼ばれる地域で話されているが島嶼ロマンス語のサルデーニャ語の系統ではなく、サッサリ・サルデーニャ語と同じくイタロ・ダルマチア語のコルシカ語の系統に属していると考えられることもある。サルデーニャのガッルーラ地域は現在のサッサリ県東部（旧オルビア・テンピオ県）の領域に近い。

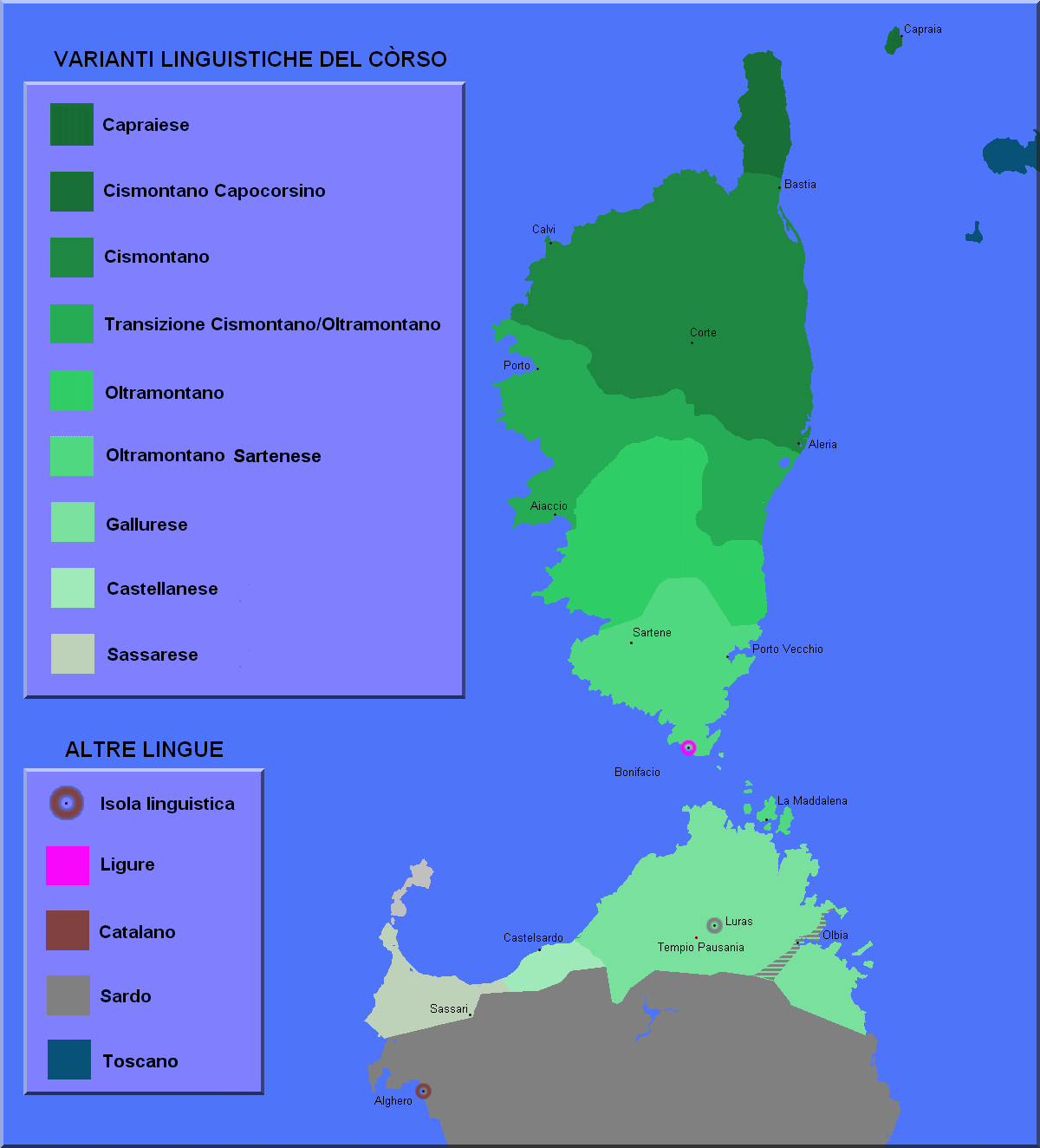
サルデーニャ島を含むコルシカ語に含まれると思われる言語の分布